# Jim Geringer
James Edward Geringer dit Jim Geringer, né le 24 avril 1944 à Wheatland (Wyoming), est un homme politique américain républicain. Il fut gouverneur du Wyoming du 2 janvier 1995 au 6 janvier 2003.